# San Rafael Abajo
San Rafael Abajo är en ort i Costa Rica.   Den ligger i provinsen San José, i den centrala delen av landet, 25 km sydväst om huvudstaden San José. San Rafael Abajo ligger 826 meter över havet och antalet invånare är 27 419.
Terrängen runt San Rafael Abajo är kuperad. Runt San Rafael Abajo är det ganska tätbefolkat, med 60 invånare per kvadratkilometer. San Rafael Abajo är det största samhället i trakten. I omgivningarna runt San Rafael Abajo växer i huvudsak städsegrön lövskog.